# SMPP
SMPP (Short message peer-to-peer protocol) — протокол, що дозволяє «зовнішнім» пристроям обмінюватися повідомленнями з мобільною мережею (PLMN) засобами SMS-сервера (SMSC). Він визначає:
- набір операцій для обміну між SMSC та ESME;
- формат пакету, що передається (PDU  — Protocol Data Unit), асоційований з кожною з операцій;
- формат пакету відповіді (response) для кожного PDU;
- дані, якими ESME повинен обмінюватися з SMSC під час таких операцій.

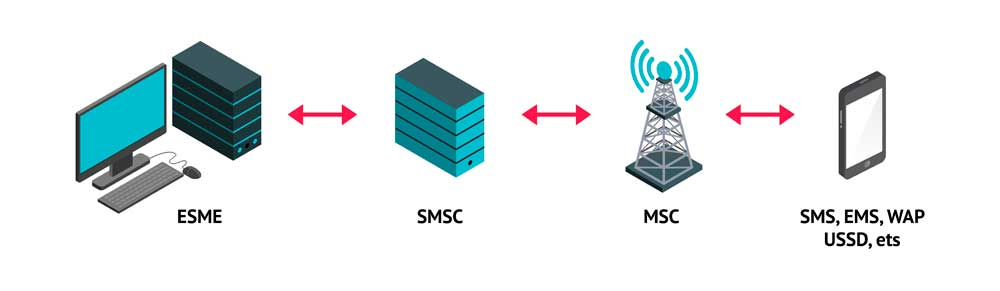
Схема роботи SMPP-протоколу

## Сесія SMPP
Обмін повідомленнями з SMSC у форматі протоколу SMPP має сесійний характер. Це означає, що обмін повинен починатися з процедури ініціалізації сесії, а після обміну сесія має бути закритою. Під час процедури ініціалізації сесії ESME створює з'єднання на рівні сокету, авторизується та повідомляє про мету створення сесії:
- Прийом повідомлень  — RECEIVER;
- Передача повідомлень — TRANSMITTER;
- Прийом та передача повідомлень — TRANSCEIVER.[1]

Процедура ініціалізації виконується за допомогою виклику однієї з команд bind_*:
- bind_receiver
- bind_transmitter
- bind_transceiver